# Büvös vadász
Büvös vadász è un film del 1994 diretto da Ildikó Enyedi.